# Кубріанткарі
Кубріанткарі (груз. ქუბრიანთკარი) — село в Грузії.
За даними перепису населення 2014 року в селі проживає 155 осіб.